# Graham Horton
Graham Arthur Horton (*  16. Juli 1962 in Hitchin, England) ist ein britisch-deutscher Informatiker und Hochschullehrer.

## Leben und Werdegang
Horton ist am 16. Juli 1962 in Hitchin, England geboren. Er studierte 1983 bis 1989 Informatik an der Universität Erlangen-Nürnberg. 1991 promovierte er an derselben Universität zum Dr.-Ing. mit einer Arbeit über die parallele Lösung der Navier-Stokes Gleichungen der Strömungsmechanik. 1998 habilitierte er sich in der Angewandten Informatik mit einer Arbeit über stochastische Petri-Netze.
Horton war Gastwissenschaftler bei der NASA im Forschungszentrum Langley, beim California Institute of Technology und bei der Universität Leuven. 1996 war er Visiting Professor an der Universität Denver in Colorado, USA.
Seit 2001 ist er Ordentlicher Professor an der Fakultät für Informatik der Universität Magdeburg, wo er auch von 2006 bis 2012 Dekan war.

## Forschungsgebiete
Am Anfang seiner Karriere entwickelte Horton numerische Methoden zur Lösung von partiellen Differentialgleichungen und später auch von Markov-Ketten mit Mehrgitterverfahren auf Parallelrechnern.
Seine neueren Arbeiten beschäftigen sich mit Algorithmen zur Unterstützung von kooperativen Gruppen bei multikriteriellen Entscheidungen.

## Publikationen (Auswahl)
Zu seinen jüngsten wissenschaftlichen Arbeiten über kooperative Gruppenentscheidungen gehören:
- (Mit J. Görs): On the Combinatorial Acceptability Entropy Consensus Metric for Multi-Criteria Group Decisions. Group Decision and Negotiation, Juli 2024.
- (Mit J. Görs): Project selection in a biotechnology startup using combinatorial acceptability analysis. Decision Making: Applications in Management and Engineering, August 2023.
- (Mit J. Görs): Combinatorial multi-criteria acceptability analysis: A decision analysis and consensus-building approach for cooperative groups. European Journal of Operational Research, Juli 2023.